# Драгослав Крнајски
Драгослав Крнајски (Пула, 1953)  српски је сликар који  се на ликовној сцени појавио почетком осамдесетих година 20. века. Након што је магистрирао сликарство као и од почетка свог уметничког рада до данашњих дана, посвећен је просторним истраживањима у виду скулптура-објеката и инсталација, или према речима историчарке уметности Ивона Фрегл Драгослав Крнајски постављањем својих уметничког дела у простор (или различите просторе), бира жељени односа са другим уметничким делима и/или елементима простора, праћти. њихов живот у свету међу публиком – сагледава  односе уметничког дела и његовог окружења, начине на који уметничко дело утиче на промену окружења и начине на који публика перципира те промене.

## Живот и каријера
Рођен је у Пула, 1953. године. Дипломирао је  сликарство на Факултету ликовних уметности у Београду (1982), а две године касније завршио је и Постдипломске студије (1984). Своја дела излаже од 1980. године.
Један је од оснивача уметничке групе Led Art.  Један од чланова Групе уметника окупљених око Иницијативе: Нисмо грађани другог реда.
У периоду 1994—1996. био је део тима који је основао и водио Центар за културну деконтаминацију у Београду.
Био је председник УЛУС-а од 1998. до 2002. године. Оснивач је удружења грађана за унапређење и развој визуелне и ликовне уметности  ART-ZUM.
Прва верификована изложба Драгослава Крнајског била је 7. Југословенско бијенале мале скулптуре у Галерији Мурска Собота у Мурској Соботи 1985. године, а потом су следиле нове изложбе у Словенији где је Драгослав Крнајски једно време  најчешће излагао. Следе изложбе  у Србији и Сједињеним Америчким Државама на којима је Крнајски самостално и групно излагао с краја 20. века.
Крнајски је у периоду 2000. до 2010 имао две самосталне изложбе на којима је представио уметничка дела настала на ликовним колонијама у близини фабрика стакла и папира (галерија Културног центра Београда) и уметничка дела која се директно или индиректно односе на његов ангажман у институцијама културе ( изложба Куће за кријеснице , Блок галерија).
Крнајски је такође учествовао на сајмовима уметности и бијеналима, па су тако радови уметника изведени су на симпозијумима у Аранђеловцу, Кикинди, Бору, Мајданпеку и Апатину.
Живи и ради у Београду.

## Ликовно стваралаштво
Крнајсково интересовање за кретање објекта у простору датира још од самих почетака његовог ликовног стваралаштва али тек последњих година мобилни и њихова специфична интеракција и са простором и са посматрачем постају фокус овог уметника. истраживања.
Мобилни елементи овог уметника су елегантне, сведене, софистициране скулптуре од метала са централном осом ротације, прочишћених геометријских облика и сведене боје која одговара природној боји материјала – нерђајућег челика и бакра. Као и већина његових уметничких дела, Крнајски ствара мобиле понављањем истих елемената – модула, у овом случају бакарних лимова који завршавају полукружно одоздо, подсећајући на рибљу љуску или фино перје; челичне шипке и жице обликују оквир композиције и/или скелет који носи бакарне модуле. Основни облик његових мобилних је геометријски, 2Д – лук/сегмент круга ( Једро ), квадрат постављен дуж дијагоналне осе ( Светионик), на којима струјања ваздуха  изазива троструко кретање (кретање примарне, 2Д композиције, кретање њених сегмената. Таквим приказом....Крнајски фокусира своје уметничко истраживање на саму граничну линију преласка из 2D у 3D, проблематизујући питање „границе преласка“ површине у простор кроз испитивање геометријских облика са једне и органских форми примера из природе са друге стране.
За ликовно стваралаштво Драгослава Крнајског  историчарка уметности Ивона Фрегл каже:
...оно представља игру ума која се не зауставља на реализацији скулптуре, већ се наставља током постављања уметничког дела у простор (или различите просторе), бирањем жељеног односа са другим уметничким делима и/или елементима простора, праћењем. Његов живот у свету међу публиком – сагледавањем односа уметничког дела и његовог окружења, начина на који уметничко дело утиче на промену окружења и начина на који публика перципира те промене....Он у своје скулптуре уноси природне факторе који се не могу контролисати; његов уметнички задатак је да постигне визуелни склад целине и изазове доживљај унутар посматрача. Увођењем кретања, као једног од основних параметара живота, он истиче разлику између живог и неживог. Као и друга његова уметничка дела смештена у просторна урбана језгра, она постају чврсте визуелне референце за време и место где су настали.

## Награде и признања
Добитник је више награда и признања међу којима су значајније:
- Награде за скулптуру Бијенала младих у Ријеци (1987),
- Награда Октобарског салона у Београду (1990)
- Награда Тријенала скулптуре у Панчеву (1996).

Дела Драгослава Крнајског су део колекција:
- Музеја града Београда,
- Музеја савремене уметности у Београду,
- Савремене галерије у Зрењанину,
- Галерије савремене уметности у Ријеци,
- Музеја рударстава и металургије у Бору,
- Народног музеја у Кикинди,
- Музејска збирка, у Културном центру Галерија Меандер у Апатину.
- Галерије савремене ликовне уметности у Нишу.